# Gianluca Carlomagno
Gianluca Carlomagno (Chiaromonte, 17 ottobre 1981) è un carabiniere italiano decorato di medaglia d'oro e bronzo al valor civile.

## Biografia
Nasce a Chiaromonte il 17 ottobre del 1981.
Nel 2007 viene assegnato alla Compagnia Carabinieri del Rione Traiano e successivamente alla Compagnia Carabinieri Napoli Bagnoli, distinguendosi per i successi durante le attività di polizia giudiziaria e ricevendo elogi ed apprezzamenti.

### Primo incidente
Nel settembre 2013, libero dal servizio ed in compagnia di una collega, si imbatte in due malviventi che hanno appena compiuto una rapina che tentano di rubargli il motorino. Nel momento in cui si qualifica ne scaturisce un conflitto a fuoco nel quale viene ferito in modo molto grave alle parti alte delle gambe,tuttavia riuscendo a ferire gravemente uno dei due rapinatori, ovvero lo stesso che apriva il fuoco. 
Il rapinatore ferito, viene rintracciato presso l'ospedale Loreto Mare, abbandonato dal complice innanzi a quel nosocomio mentre egli,verrà catturato nella notte, nel "regno" di uno storico e potente Clan della parte opposta della Città, grazie a personale Arma, conoscitori di quel territorio. Gli arresti venivano effettuati unitamente a personale dell'importante Questura di Napoli,immediatamente "scesa in campo". 
Per la gestione di questa situazione ha ricevuto i complimenti dal generale Maurizio Gualdi comandante interregionale "Ogaden", dal generale Carmine Adinolfi comandante della legione "Campania" e dal Prefetto di Napoli Francesco Antonio Musolino durante la loro visita in ospedale.

### Salvataggio di una anziana
Nel maggio 2016 nei pressi della statale 18 a Sapri, Carlomagno e il maresciallo Papa rinvengono un donna anziana affetta da Alzheimer in stato confusionale e disorientata che dopo aver scavalcato le barriere protettive all'altezza del porto guardava fissa il burrone, dopo averla tranquillizzata e averla messa in sicurezza non con poche difficoltà hanno consegnato l'anziana signora al 118.
Nell'anno 2011, in Napoli, unitamente ad altro Commolitine, riusciva a salvare la vita, individuando in piena notte, all'interno di un parco in completo stato di abbandono e degrado, frequentato da tossici dipendenti, un giovane ragazzo che aveva tentato il suicidio infliggendosi  molteplice ferite Ai polsi ma, nonostante tutto riusciva a chiamare il numero di emergenza ma senza dare indicazioni chiare sull'accaduto e sul posto. Prontamente soccorso ed affidato a Sanitari del 118.
Medesimo salvataggio, avveniva nell'anno 2012 unitamente ad altro commilitone in un parcheggio appartato, dello Stadio San Paolo di Napoli. Un uomo di mezza età che stava chiedendo aiuto tramite un suo amico, in quando in fin di vita poiché aveva messo in atto il suicidio tramite gas di scarico della sua auto vettura. Immediatamente soccorso ed affidato successivamente a sanitari 118, successivamente intervenuti. 

### Secondo incidente
Nel maggio 2019, su disposizione della Direzione distrettuale antimafia della Procura della Repubblica di Napoli, guidava una squadra appartenente al Nucleo Operativo della Compagnia di Napoli-Bagnoli, al fine di rintracciare e catturare una figura di spicco del clan Cutolo, Tale A.P., 50 anni, della c.d. "vecchia guardia" degli anni '90,già facente parte del gruppo di fuoco di un altro storico e potente clan del centro Città - quartiere Sanità-. Di importante "caratura criminale" ed una precedente latitanza.
Negli anni novanta, riusciva a sfuggire ad una OCC a suo carico e altre persone del suo vecchio Clan. 
Fuggito in Spagna,veniva catturato dopo circa dieci anni, nella città di Barcellona da quella Polizia, dove negli anni formava e dirigeva una banda di rapinatori partenopei, di importanti Istituti di credito. Tale indagine dava inizio dopo una rapina di circa 3,5 milioni di euro e circa 90 ostaggi. 
Scontata la pena torna a Napoli ma, sapendo  che il suo Clan era stato decimato da continue Operazioni di Polizia e, lui dichiarato quindi a morte certa, trovava immediata protezione ed affiliazione all'interno del Clan Cutolo del Rione Traiano,zona ovest della Città, e,a ricoprire sempre il suo ruolo "del gruppo di fuoco". 
Nel 2021 è stato invitato ad un incontro con i giovani organizzato dall'Imola Rugby e dall'Arma dei Carabinieri come testimonianza che dopo una sofferenza è possibile la ripartenza.
Per le lesioni riportate durante l'operazione gli è stata concessa il 27 marzo 2024 la medaglia d'oro al Valor civile.

## Onorificenze
Medaglia di Bronzo al Valor Civile, a seguito del grave conflitto a fuoco.